# Млини вібраційні
Млини вібраційні (рос. мельницы вибрационные, англ. jar mills, нім. Schwingmühlen f pl) — використовують для тонкого подрібнення при невеликій продуктивності (до 1 т/год) сухим і мокрим способами різних матеріалів (мінеральних барвників, цементу тощо.) головним чином з метою поліпшення їх якості.

## Історія
Перший патент на вібраційний млин був виданий в Німеччині у 1909 р., а промисловий випуск млинів за кордоном має історію вже більше 50 років.

## Загальна характеристика

Рис. 1.

У зв'язку з поступовим збільшенням частки важкозбагачувальної руди, що вимагає подрібнення до розміру частинок менше 40 мкм, гірничодобувній промисловості необхідні млини з ефективнішим і інтенсивнішим робочим процесом у порівнянні з кульовими. До такого класу млинів відносяться вібраційні. За зарубіжними даними питома продуктивність цих млинів у кілька разів вище, ніж кульових, унаслідок чого при рівній продуктивності їх металоємність менша у 4-5 разів, а габарити в 2-3 рази. Потужність, споживана окремими агрегатами, досягає від 500—1000 кВт
Барабан М.в., заповнений кулями на 80 % об'єму, встановлений на пружинах або ґумових опорах і під дією механічного вібратора-дебаланса вібрує разом з кулями з частотою до 3000 коливань на хв при амплітуді 2 — 5 мм. Матеріал, що завантажується в барабан, подрібнюється кулями при їх частих зіткненнях у масі, що вібрує. Застосовують М.в. як періодичної, так і безперервної дії.
Вібраційні млини застосовуються для тонкого і надтонкого подрібнення різних матеріалів крупністю до 0,25 мм в хімічній промисловості, при виробництві будівельних матеріалів, силікатних та інших виробів. Крупність подрібненого продукту становить до 1 мкм. Однак у гірничорудній промисловості вони не використовуються з таких причин:
- — залежність крупності живлення від розмірів куль і амплітуди коливань млина (розмір зерна матеріалу не повинен перевищувати 0,1 діаметра кулі);
- — при зміні крупності живлення змінюється крупність подрібненого продукту;
- — непридатність для подрібнення в'язких матеріалів;
- — мала продуктивність вібраційних млинів — до 5 т/год (при збільшенні розмірів млина його питома продуктивність різко зменшується).

Вібраційні млини можуть працювати у періодичному і безперервному режимі. Вони можуть застосовуватись для сухого і мокрого подрібнення. Подрібнений продукт вібраційних млинів більш однорідний за крупністю ніж барабанних млинів. Вібраційні млини можна використовувати для подрібнення таких матеріалів, які не подрібнюються у барабанних млинах (наприклад, слюди).
Вібраційні млини застосовуються для тонкого і надтонкого подрібнення різних матеріалів крупністю до 0,25 мм в хімічній промисловості, при виробництві будівельних матеріалів, силікатних та інших виробів.

## Конструкція
За конструкцією і принципом дії вібраційний млин є камерою (або декілька камер), заповненою подрібнюючим середовищем (кулями, цильпебсами або стрижнями), подрібненим матеріалом і водою, якщо подрібнення мокре. Подрібнюючому середовищу передається рух за допомогою періодичного вібраційного переміщення самої камери (рухома робоча камера) або розташованих в ній спеціальних поверхонь (нерухома робоча камера). Процес подрібнення в камері може здійснюватися як в переривчастому (періодичному), так і безперервному режимі.

### Інерційний вібраційний млин
Інерційний вібраційний млин (рис. 1) складається з барабана 1, який опирається на пружини 3. Барабан завантажується кулями на 80 — 90 % об'єму. У барабані на підшипниках 6 встановлений дебалансний вал 2, який приводиться у рух від електродвигуна 4. Для виключення передачі вібрацій від барабана до електродвигуна застосовується гнучка муфта 5.
При обертанні дебалансного вала з частотою від 1000 до 3000 хв–1 барабану з кулями і матеріалом, що подрібнюється, надається коливальний рух по еліптичній траєкторії, близькій до колової. При цьому виникає обертальний рух подрібнюючого середовища у напрямку, протилежному напрямку обертання вібратора (дебалансного вала). Розпушення, коливання й інтенсивне взаємне переміщення подрібнювальних тіл зумовлює подрібнення матеріалу у млині. Подрібнення здійснюється ударом і стиранням.

### Вертикальний вібраційний млин

Рис. 2.

У безперервно діючий вертикальний вібраційний млин (рис. 2) вихідний матеріал надходить через центральну трубу 1, звідки потрапляє у завантажувальну камеру 2 і після розподільного пристрою 3 направляється у радіальні камери 4. Подрібнений продукт видаляється з розвантажувальної камери 5, розташованої у нижній частині млина.
Секція привода 6 установлена на гумових амортизаторах 7.
Млин приводиться у коливальний рух вздовж вертикальної осі інерційним віброзбуджувачем, що складається з двох валів-дебалансів 8, з'єднаних з синхронізаторами пружними муфтами 9. Електродвигун 10 за допомогою клиноремінної передачі з'єднаний з валом синхронізатора обертання.
Матеріал, що подрібнюється, постійно переміщується в камері подрібнення. Інтенсивний вібраційний вплив на шар матеріалу сприяє постійній і інтенсивній переорієнтації частинок одна відносно одної в робочій зоні, що підвищує імовірність руйнування усіх слабких зон в об'ємі кожної частинки. За кожний цикл переміщення частинка мінералу змінює орієнтацію по відношенню до сусідніх частинок, тим самим створюються умови для примусового самоподрібнення: частинка з малими дефектами структури (більш міцна) руйнує сусідню з більшими дефектами структури. При цьому також прискорюється видалення дріб'язку, який накопичується між частинками, що, в свою чергу, обумовлює зменшення витрат енергії і зниження переподрібнення матеріалу.

## Застосування
На сьогоднішній момент промислові зразки вібромлинів виробляються в США, ФРН, Японії, Швеції і інших країнах. Наприклад, у ФРН випускається декілька типорозмірів вібромлинів. Зокрема вібромлин типу Палла 65У з двома трубчастими помольними камерами має потужність двигуна рівну 175 кВт, внутрішній діаметр камер складає 650 мм; маса мелючих тіл при коефіцієнті заповнення 0,65 -9 т; амплітуда коливань при частоті обертання 1000 коливань за хв рівна 5-6 мм; маса млина без мелючих тіл — 11 т. У них подрібнюються золотоносні піски, хромиста руда, ферит барію, шлаки, магнезити, карбід кремнію, різні вогнетривкі матеріали.
У залізорудній промисловості вібромлини можуть знайти застосування в доводочних операціях при тонкому подрібненні класифікованих проміжних продуктів збагачення. Отже, слід провести дослідження по вивченню процесу віброподрібнення з метою збільшення вибірковості руйнування зростків (крупних класів) промпродукта у порівнянні з неселективним кульовим способом.
Вібраційні млини можуть працювати у періодичному і безперервному режимі. Вони можуть застосовуватись для сухого і мокрого подрібнення. Подрібнений продукт вібраційних млинів більш однорідний за крупністю ніж барабанних млинів. Вібраційні млини можна використовувати для подрібнення таких матеріалів, які не подрібнюються у барабанних млинах (напр., слюди).
Вібраційні млини застосовуються для тонкого і надтонкого подрібнення різних матеріалів крупністю до 0,25 мм в хімічній промисловості, при виробництві будівельних матеріалів, силікатних та інших виробів.